# Кінгоро Хашімото
Хашімото Кінгоро (яп. 橋本 欣五郎; 19 лютого 1890, Окаяма, Японська імперія — 29 червня 1957, Токіо, Японія) — японський політичний та військовий діяч, полковник імператорської армії Японської імперії, представник праворадикальних політичних сил країни, засновник та лідер японського таємного товариства Сакуракай, а також член Асоціації допомоги трону. Був особливо відомий двома своїми спробами здійснення державного перевороту з метою встановлення військової диктатури в Японській імперії  в 1930-х. Під час Другої світової війни обіймав посаду віцепрезидента Сейму Японської імперії.       
Під час Токійського трибуналу став відомий як "Хашикін". 

## Ранні роки
Хашімото Кінгоро народився 19 лютого 1890 року в місті Окаяма, що в регіоні Тюґоку. Коли хлопчику було лише 7 років, його сім'я переїхала до міста Модзі (регіон Кюсю), де він пішов до початкової школи, після закінчення якої став курсантом японського армійського коледжу. Молодий Хашімото, натхненний історіями про велич самураїв і їхні бойові звитяги, мрія пов'язати своє життя з японською армією, заради чого і вступив до військової академії імператорської армії Японської імперії в 1911 році.  
1914 року Хашімото Кінгоро закінчивши навчання та отримав військове звання лейтенанта японської армії та був приписаний до 24-о полку польової артилерії. У 1915 році він пройшов курси з підвищення кваліфікації у середній школі армійської артилерії, а далі вступив до "вищої артилерійської школи", у якій навчався до листопада 1920 року. 
У липні 1921 року він був направлений на службу до штабу японських військ, що здійснювали військову інтервенцію на територію колишньої Російської імперії, а всього лиш через рік він перевівся до штабу японської квантунської армії. 
У вересні 1927 року Хашімото Кінгоро перебуваючи у військовому званні японського майора обійняв посаду військового аташе при дипломатичній місії в Туреччині. Саме цей момент життя став переломним для Хашімото Кінгоро, адже тут він мав змогу детально ознайомитися з ідеями турецького державного діяча націоналістичного світогляду Мустафи Кемаля Ататюрка, надихнувшись якими почав мріяти про втілення подібного сценарію військової революції в Японській імперії. Дотримуючись мілітаристських та ультранаціоналістичних поглядів, майор Хашімото Кінгоро не хотів і далі миритися із пацифістськими ідеями тогочасного політичного керівництва своєї держави. 

## Організація Сакуракай
У липні 1930 року майор Хашімото Кінгоро повернувся до Японської імперії та очолив відділ русистики Генерального штабу імператорської армії Японської імперії, а невдовзі він був підвищений у військовому званні до підполковника.  
У жовтні 1930 року Хашімото Кінгоро разом зі своїми однодумцями створив японську праворадикальну армійську таємну організацію Сакуракай, разом із якою планував здійснити державний переворот у Японській імперії. Головною метою Хашімото Кінгоро було організувати проведення політичної реформи в Японській імперії з ліквідацією багатопартійного уряду та створенням нового уряду Японської імперії, заснованого на принципах державного соціалізму, щоб викорінити корупцію з політичного, економічного та культурного життя країни. Це буквально означало б повну відмову Японської імперії від вестернізації. 
У березні 1931 року Хашімото Кінгоро попередньо залучившись підтримкою цивільних ультранаціоналістичних груп, зробив першу спробу здійснити переворот. План заколотників передбачав організацію масових заворушень у Токіо, подальший бунт імператорської армії Японської імперії з арештом усього японського уряду та становленням на посаду прем'єр-міністра генерала Казусіге Угакі. Однак усе одразу пішло не за планом як того очікували бунтарі. По-перше, протести у столиці не стали настільки масштабними, щоб спричинити паніку у політичних колах. По-друге, сам генерал Казусіге Угакі відмовився віддати наказ своїм військам на активну участь у цьому дійстві. Відтак, спроба перевороту провалилася.  

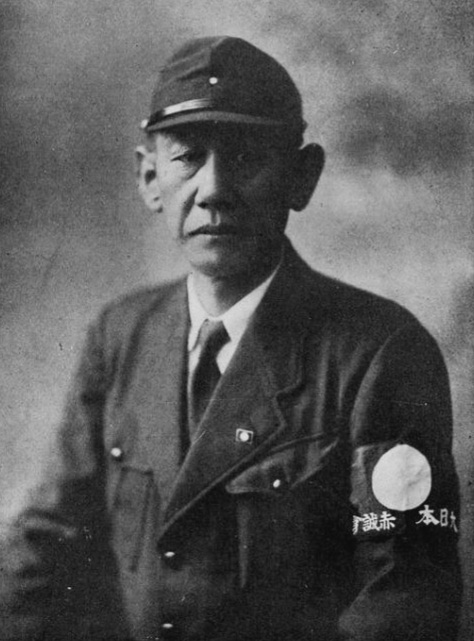
Хашімото Кінгоро у 1937 році

У жовтні 1931 року Хашімото Кінгоро здійснив іще одну спробу повалення японського уряду. На цей раз він планував, використовуючи вірні собі війська, заарештувати чинне політичне керівництво імперії, та захопити всі важливі урядові об'єкти та поставити на чолі держави лідера японської воєнної фракції (організації) Кодоха генерала Аракі Садао. Проте відбувся витік інформації, через що відомості про плани змовників лягли на стіл японського міністра армії, а той своєю чергою звернувся до генерала Аракі Садаоз проханням заспокоїти бунтівників. Останній же вирішив діяти напевне та наказав японській військовій поліції заарештувати очільників організації Сакуракай.   
Наслідком цих подій став розпуск організації Сакуракай наприкінці 1931 року. Самого ж Хашімото Кінгоро перевели до 10-о полку польової артилерії, у такий спосіб намагаючись ізолювати його від політичного життя країни. Проте реально це аж ніяк не зменшило популярності підполковника в японській армії, радше навпаки — він став ідолом для багатьох японських ультранаціоналістів та мілітаристів, які мріяли про зміни в Японській імперії.  

## Подальші події
1 серпня 1934 року японський імператор Сьова надав підполковнику Хашімото Кінгоро військове звання полковника та призначив його командиром 2-о полку польової артилерії. Через рік Хашімото Кінгоро став викладачем у військовій академії імператорської армії Японської імперії.  
У серпні 1936 року полковник Хашімото Кінгоро був відправлений у відставку. 
Після початку другої японсько-китайської війни, японські мілітаристи отримали потужну підтримку з боку великих промисловців та радикальних офіцерів імператорської армії Японської імперії. Сам полковник Хашімото Кінгоро представляв ліворадикальних мілітаристів та разом із прихильниками правого соціалізму виступав проти праворадикальних мілітаристів, які були представлені Хаясі Сендзіро. Пізніше Хашімото Кінгоро отримав політичне заступництво від японського політика Хірануми Кійтіро, який належав до правого політичного крила японської політики та був пов’язаний з імператорським флотом Японської імперії.
У жовтні 1937 року полковник Хашімото Кінгоро повернувся до військової служби та очолив 13-й артилерійський полк, разом із яким брав участь у війні проти Республіки Китай.  

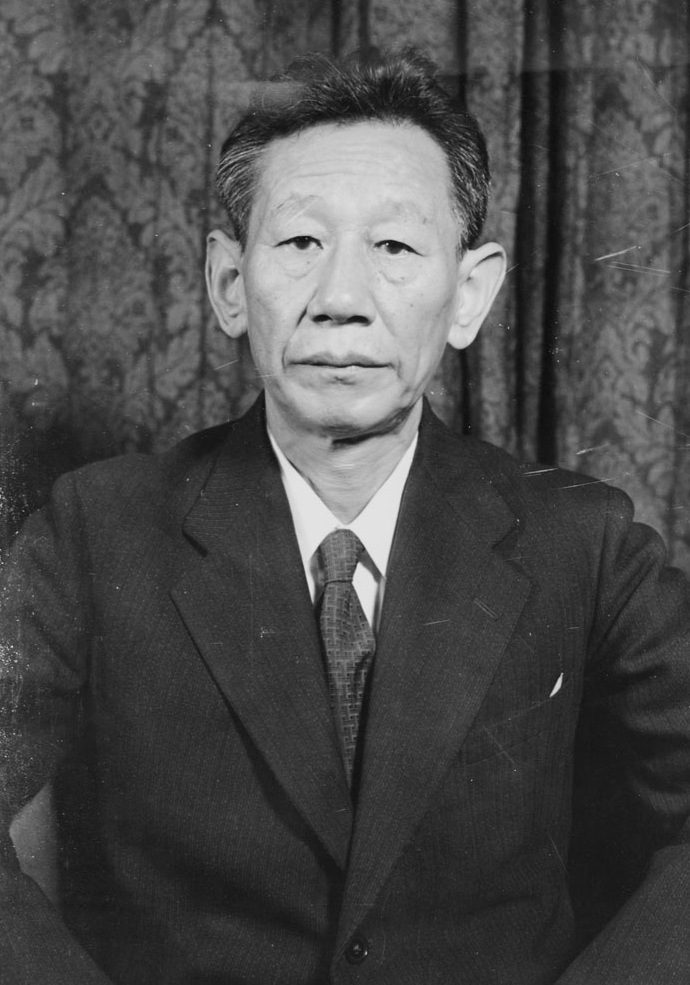
Хашімото Кінгоро під час Токійського трибуналу

12 грудня 1937 року полковник Хашімото Кінгоро здійснював безпосереднє керівництво військами в інциденті, коли японські бомбардувальники атакували та потопили USS Panay (PR-5) на річці Янцзи в Республіці Китаї. В подальшому це спричинило значне погіршення відносин між Японською імперією та США, що, урешті-решт, призвело по початку війни в Тихому океані. 

## Друга світова війна та смерть
Протягом усієї Другої світової війни полковник Хашімото Кінгоро очолював Корпус молодих людей сприяння імперському правлінню, який під його керівництвом здійснював виховання японської молоді у дусі мілітаризму та ультранаціоналізму, організовував пропаганду продовження ведення війни та культу японського імператора тощо.  
У травні 1942 року був обраний до Палати представників і обійняв посаду віцепрезидента Сейму Японської імперії.  
Ближче до завершення війни полковник Хашімото Кінгоро  запропонував націоналістичну однопартійну диктатуру, засновану на економічних ідеях соціалізму. Активно підтримував агресивну політику Японської імперії, і виступав за продовження експансії на Тихому океані та в Азії, вітав підписання Троїстого пакту, наполягав на необхідності прямої конфронтації зі США. 
Після закінчення Другої світової війни полковник Хашімото Кінгоро був заарештований за воєнні злочини американцями та постав перед Токійським трибуналом. Був визнаний винним у злочинах проти людяності та злочинах проти миру. За результатами процесу засуджений до довічного ув'язнення, яке відбував у в'язниці Суґамо, що в місті Токіо. Помер полковник Хашімото Кінгоро 29 червня 1957 року. 